# سولداد گارسیا
سولداد گارسیا (اسپانیایی: Soledad García‎؛ زادهٔ ۱۲ ژوئن ۱۹۸۱) بازیکن هاکی روی چمن اهل آرژانتین است.